# Предраг Милинковић
Предраг Милинковић – Прежа (Београд, 20. август 1933 — Београд, 4. април 1998) био је српски глумац. Спада у  најпознатије епизодисте у домаћим филмовима.

## Биографија
Играо је у преко две стотине филмова, али његове улоге су увек биле споредне. И поред тога био је врхунски професионалац, истовремено заљубљен у филм, и спреман да поднесе све жртве да би дао свој допринос. Играо је, такође, у много копродукционих филмова. Једна од његових улога је, ипак, била посебно запамћена: играо је батлера Дезмонда, помоћника Рипа Кирбија у серијалу „Стрипоманија“ телевизије Београд.
Надимци су му били „Дезмонд“ и „Ел кабалеро“, јер је једно време био и врстан играч фламенка и других окретних латиноамеричких игара. Говорио је енглески, шпански, италијански, португалски. Током своје каријере играо је и са Ђином Лолобриђидом, Орсоном Велсом, Аленом Делоном, Ентони Квином.
Објавио је књигу „Сусрети“ 1997. године.  123864583
Живео је на Дорћолу у Београду.

## Филмографија
| Год.       | Назив                                          | Улога                                                |
| ---------- | ---------------------------------------------- | ---------------------------------------------------- |
| 1950.-те   |                                                |                                                      |
| 1958.      | Госпођа министарка                             |                                                      |
| 1958.      |                                                |                                                      |
| 1960.-те   |                                                |                                                      |
| 1960.      | Дај шта даш                                    |                                                      |
| 1961.      | Не убиј                                        | Човек у судници                                      |
| 1963.      | Град                                           | Плесач (Срце)                                        |
| 1964.      | Марш на Дрину (филм)                           | Болничар у Дринској дивизији                         |
| 1965.      | Ко пуца отвориће му се                         |                                                      |
| 1965.      | Клаксон                                        | Портир                                               |
| 1965.      | Човек није тица                                |                                                      |
| 1965.      | Инспектор                                      |                                                      |
| 1966.      | Једнооки војници                               | Возач таксија                                        |
| 1966.      | Сан                                            | Војник                                               |
| 1966.      | Повратак                                       | Тинтор                                               |
| 1967.      | Кад будем мртав и бео                          | Железничар                                           |
| 1967.      | Јутро                                          |                                                      |
| 1967.      | Дивље семе                                     | Сава                                                 |
| 1967.      | Немирни                                        |                                                      |
| 1967.      | Пошаљи човека у пола два                       |                                                      |
| 1967.      | Празник                                        | Коњушар                                              |
| 1967.      | Соледад                                        |                                                      |
| 1967.      | Буђење пацова                                  | Гост у кафани                                        |
| 1968.      | Подне                                          |                                                      |
| 1968.      | Пре истине                                     | Играч Фламенка Веља                                  |
| 1968.      | Сирота Марија                                  | Виолиниста                                           |
| 1968.      | Хероин                                         | Фери Немања                                          |
| 1969.      | Заседа                                         | Стрељани железничар Тадија                           |
| 1969.      |                                                |                                                      |
| 1969.      | Бијели вукови                                  | Индијанац Давид                                      |
| 1969.      | Велики дан                                     |                                                      |
| 1970.-те   |                                                |                                                      |
| 1970.      | Чедомир Илић (ТВ серија)                       | Сликар                                               |
| 1970.      | Сирома сам ал’ сам бесан                       | Конобар                                              |
| 1970.      | Бициклисти                                     | Келнер                                               |
| 1970.      | Природна граница                               | Крадљивац                                            |
| 1971.      | Цео живот за годину дана                       |                                                      |
| 1971.      | Осцеола                                        | Капетан Флечер                                       |
| 1971.      | Goue - oder der arge Weg der Erkenntnis        |                                                      |
| 1972.      | Луди ујка                                      |                                                      |
| 1972.      | Бреме                                          |                                                      |
| 1972.      | Киша                                           |                                                      |
| 1973.      | Камионџије (ТВ серија)                         |                                                      |
| 1973.      | Наше приредбе (ТВ серија)                      |                                                      |
| 1973.      | Опасни сусрети (ТВ серија)                     |                                                      |
| 1974.      | Кошава                                         | Верин муж                                            |
| 1974.      | Димитрије Туцовић (ТВ серија)                  | Тимотије                                             |
| 1975.      | Тестамент                                      |                                                      |
| 1975.      | Доле са оружјем                                | Наредник                                             |
| 1975.      | Наивко                                         |                                                      |
| 1975.      | Андесонвил - Логор смрти                       |                                                      |
| 1975.      | Павле Павловић                                 | ТВ редитељ                                           |
| 1974-1975. | Отписани                                       | Гојко                                                |
| 1975.      | Ђавоље мердевине                               |                                                      |
| 1975.      | Песма                                          |                                                      |
| 1976.      | Повратак отписаних                             | Гојко                                                |
| 1976.      | Београдска деца                                | Кочијаш                                              |
| 1976.      | Девојачки мост                                 | Руди, немачки војник                                 |
| 1976.      | Војникова љубав                                | Кондуктер/Фотограф (глас)                            |
| 1976.      | Све што је било лепо                           |                                                      |
| 1976.      | Грлом у јагоде                                 | Милиционер                                           |
| 1977.      | Шта се догодило са Филипом Прерадовићем        | Намћор                                               |
| 1977.      | Специјално васпитање                           | Други пијанац                                        |
| 1977.      | Више од игре                                   | Симонин ујак                                         |
| 1977.      | Хајка                                          | Италијански доктор                                   |
| 1978.      | Тренер                                         | Плаћени судија у динарима                            |
| 1978.      | Тигар                                          | Келнер                                               |
| 1978.      | Стићи пре свитања                              | Стражар                                              |
| 1978.      | Тамо и натраг                                  | Гастарбајтер                                         |
| 1978.      | Повратак отписаних (ТВ серија)                 | Гојко                                                |
| 1979.      | Срећна породица                                | поштар                                               |
| 1979.      | Слом                                           | Железнички слузбеник                                 |
| 1979.      | Радио Вихор зове Анђелију                      | Трајло, Анђелијин отац                               |
| 1979.      | Национална класа                               | Ђоле - Продавац у радњи ауто-делова                  |
| 1979.      | Другарчине                                     | Војник са проститутком                               |
| 1980.-те   |                                                |                                                      |
| 1980.      | Хајдук                                         | Штампар                                              |
| 1980.      | Швабица                                        |                                                      |
| 1980.      | Позоришна веза                                 | Келнер                                               |
| 1980.      | Которски морнари                               |                                                      |
| 1980.      | Хусинска буна                                  |                                                      |
| 1980.      | Дошло доба да се љубав проба                   | Рођак                                                |
| 1980.      | Снови, живот, смрт Филипа Филиповића           | Миле Шустер                                          |
| 1980.      | Врућ ветар                                     | Пицек                                                |
| 1981.      | Краљевски воз                                  | Полицијски агент Ракиџић                             |
| 1981.      | Ерогена зона                                   | Секретар Стојиљко                                    |
| 1981.      | Газија                                         | Коњаник у газијиној пратњи                           |
| 1981.      | Последњи чин                                   | Конобар                                              |
| 1981.      | Нека друга жена                                | инспектор                                            |
| 1981.      | Сок од шљива                                   | Човек са наочарима и ташном                          |
| 1981.      | Лов у мутном                                   | Стева                                                |
| 1981.      | Светозар Марковић                              |                                                      |
| 1981.      | Шеста брзина                                   | Возач погребних кола                                 |
| 1981.      | Сезона мира у Паризу                           | Полицајац у биоскопу                                 |
| 1982.      | Паштровски витез                               | Сенатор                                              |
| 1982.      | Живети као сав нормалан свет                   | Професор                                             |
| 1982.      | Мој тата на одређено време                     |                                                      |
| 1982.      | Приче из радионице                             | Возач погребних кола                                 |
| 1982.      | Приче преко пуне линије                        |                                                      |
| 1983.      | Задах тела                                     | Железничар који ради на писмима                      |
| 1983.      | Балкан експрес                                 | Виолиниста                                           |
| 1983.      | Још овај пут                                   | Циганин младожења                                    |
| 1983.      | Маховина на асфалту                            | Муштерија у перионици                                |
| 1983.      | Како сам систематски уништен од идиота         | Фотограф                                             |
| 1984.      | Убица (ТВ драма)                               | Чиновник код судије                                  |
| 1984.      | Камионџије опет возе                           | Записничар                                           |
| 1984.      | Како се калио народ Горњег Јауковца            | Богосав                                              |
| 1984.      | Давитељ против давитеља                        | Старији господин                                     |
| 1984.      | Опасни траг                                    | Кондуктер у возу                                     |
| 1984.      | Маламбо                                        | Перо                                                 |
| 1984.      | О покојнику све најлепше                       | Богосав                                              |
| 1984.      | Der Eiserne Weg (ТВ серија)                    |                                                      |
| 1984.      | Мољац                                          | Техничар                                             |
| 1984.      | Варљиво лето '68                               | Веселинов шофер                                      |
| 1984.      | Варљиво лето ’68 (ТВ серија)                   | Веселинов шофер                                      |
| 1984.      | Камионџије 2 (ТВ серија)                       | Службеник суда                                       |
| 1984.      | Шта се згоди кад се љубав роди                 | Поштар                                               |
| 1984.      | Шта је с тобом, Нина                           | Конобар                                              |
| 1984.      | Јагуаров скок                                  | Фоторепортер                                         |
| 1984.      | Крај рата                                      | Полицијски агент                                     |
| 1984.      | Бањица (ТВ серија)                             | Немачки официр                                       |
| 1984.      | Нема проблема                                  | Фудбалски судија                                     |
| 1985.      | Луде године 7                                  | Виолиниста                                           |
| 1985.      | Држање за ваздух                               | Сељак са косом                                       |
| 1985.      | Узми па ће ти се дати                          | Кондуктер у возу                                     |
| 1985.      | Ћао, инспекторе                                | Рецепционер                                          |
| 1985.      | И то ће проћи                                  | Кочијаш                                              |
| 1985.      | Живот је леп                                   | Путник са кофером                                    |
| 1985.      | На истарски начин                              |                                                      |
| 1986.      | Добровољци                                     |                                                      |
| 1986.      | Мајстор и Шампита                              | Зоран                                                |
| 1986.      | Одлазак ратника, повратак маршала (серија)     | Фолксдојчер                                          |
| 1986.      | Бал на води                                    | Полицијски агент II                                  |
| 1986.      | Освета                                         | Службеник                                            |
| 1986.      | Ловац против топа                              | Шарлов запослени                                     |
| 1987.      | Већ виђено                                     | Глумац 1                                             |
| 1987.      | Увек спремне жене                              | Портир Буда                                          |
| 1987.      | Соба 405 (ТВ серија)                           | Драганов отац                                        |
| 1987.      | На путу за Катангу                             | Кондуктер у возу                                     |
| 1987.      | Бекство из Собибора (ТВ)                       | Капо Јакоб                                           |
| 1987.      | Криминалци                                     | Затвореник Драгиша Цветић                            |
| 1987.      | Вук Караџић                                    |                                                      |
| 1987.      | Хајде да се волимо                             | Отмичар 1                                            |
| 1988.      | Чавка                                          | Конобар                                              |
| 1988.      | Сунцокрети                                     | Продавац у трафици                                   |
| 1988.      | Сулуде године                                  | Пацијент                                             |
| 1988.      | Ортаци                                         | Играч са мачем                                       |
| 1987-1988. | Бољи живот (ТВ серија)                         | Рапајић                                              |
| 1988.      | Пут на југ                                     |                                                      |
| 1988.      | Тајна манастирске ракије                       | Монах који пада са стене                             |
| 1988.      | Шта радиш вечерас                              | Шеф пристаништа                                      |
| 1988.      | Браћа по матери                                | Отац Брацине девојке                                 |
| 1988.      | Тесна кожа 3                                   | Редар                                                |
| 1989.      | Бој на Косову                                  | Трпезар                                              |
| 1989.      | Полтрон                                        | Запослени 1                                          |
| 1989.      | Последњи круг у Монци                          | Фалсификатор исправа                                 |
| 1989.      | Вампири су међу нама                           | Униформисани                                         |
| 1989.      | Другарица министарка                           |                                                      |
| 1989.      | Балкан експрес 2                               | Виолиниста                                           |
| 1990.-те   |                                                |                                                      |
| 1990.      | Јастук гроба мог                               | Слуга код Франческа Соаве                            |
| 1990.      | Заборављени                                    | Трамвајџија                                          |
| 1990.      | Хајде да се волимо 3                           | Конобар                                              |
| 1991.      | Смрт госпође министарке                        | Циганин                                              |
| 1991.      | Ноћ у кући моје мајке                          | Радник                                               |
| 1991.      | Секула се опет жени                            | Пера Тужибаба                                        |
| 1991.      | Мала шала                                      | Конобар                                              |
| 1991.      | Српкиња                                        | Златар                                               |
| 1991.      | У име закона                                   | Манијак                                              |
| 1991.      | Бољи живот 2                                   | Рапајић                                              |
| 1991.      | Свемирци су криви за све                       | Сељак                                                |
| 1991.      | Холивуд или пропаст                            |                                                      |
| 1992.      | Проклета је Америка                            | Инспектор                                            |
| 1992.      | Ми нисмо анђели                                |                                                      |
| 1992.      | Девојка с лампом                               |                                                      |
| 1992.      | Секула невино оптужен                          | Пера Тужибаба                                        |
| 1992.      | Театар у Срба                                  |                                                      |
| 1992.      | Јуриш на скупштину                             | Чича                                                 |
| 1993.      | Суза и њене сестре                             | Келнер                                               |
| 1993.      | Обрачун у Казино Кабареу                       | Конобар                                              |
| 1993.      | Метла без дршке                                | Лекар                                                |
| 1993.      | Три карте за Холивуд                           | Марко                                                |
| 1993.      | Полицајац са Петловог брда (ТВ серија из 1993) | човек коме су украли пеглицу / милиционер на граници |
| 1994.      | Биће боље                                      | Милиционер                                           |
| 1994.      | Скерцо                                         |                                                      |
| 1994.      | Дневник увреда 1993                            | Месар                                                |
| 1993-1994. | Срећни људи                                    | Поштар Јован / Батлер Софроније                      |
| 1994.      | Полицајац са Петловог брда (ТВ серија из 1994) | Човек коме су украли пеглицу / милиционер на граници |
| 1995.      | Свадбени марш                                  | Фотограф                                             |
| 1995.      | Крај династије Обреновић                       | Писар                                                |
| 1995.      | Отворена врата                                 | Болничар                                             |
| 1995.      | Подземље                                       |                                                      |
| 1995.      | Тамна је ноћ                                   | Фрау Фемкин помоћник                                 |
| 1995-1996. | Срећни људи 2                                  | Батлер Софроније                                     |
| 1996-1997. | Горе доле                                      | Шестић из агенције                                   |
| 2000.-те   |                                                |                                                      |
| 2002.      | Држава мртвих                                  | Заставник ЈНА                                        |